# Новотулка (Саратовская область)
Новотулка — село в Питерском районе Саратовской области, административный центр сельского поселения Новотульское муниципальное образование.

## Общие сведения
Село расположено в северной части района на левом берегу реки Малый Узень. До районного центра (Питерка) — 28 км, до железнодорожной станции Питерка — 38 км.
В селе школа, дом культуры, отделение связи. Восточнее села разбросаны многочисленные пруды.
В селе родился Герой Советского Союза Пётр Иванов.

## История
Основано в 1840 году переселенцами из Тульской губернии. Казённая деревня Новотулка упоминается в Списке населенных мест Российской империи по сведениям 1859 года. Деревня находилась по почтовому тракту из Новоузенска в Саратов, на расстоянии 64 вёрст от уездного города. В 1859 году в деревне проживало около 0,8 тысяч жителей. Деревня относилась к Новоузенскому уезду Самарской губернии.
Согласно Списку населённых мест Самарской губернии 1910 года село Новотулка относилось к Козловской волости, здесь проживало 1120 мужчин и 1157 женщины, село населяли бывшие государственные крестьяне, преимущественно русские, православные, в селе имелись церковь, земская и церковно-приходская школа, 7 ветряных мельниц, земская станция, фельдшерский пункт.
В 1919 году в составе Новоузенского уезда село включено в состав Саратовской губернии.

## Население
| Годы      | 1859 | 1889 | 1897 | 1910 | 2002 |
| --------- | ---- | ---- | ---- | ---- | ---- |
| Население | 844  | 1343 | 2030 | 2277 | 995  |

| 2002 | 2010 |
| ---- | ---- |
| 996  | ↘960 |

### Национальный состав
Согласно результатам переписи 2002 года большинство населения составляли русские (83 %).

## Фотогалерея
- Виды села
- Медпункт
- Почта
- Мост
- Детский сад
- Дом культуры
- Поклонный крест
- Памятник погибшим в годы войны
- Мемориальные доски А-Л
- Мемориальные доски М-Я
- Памятник Борцам революции